# Pont de Sandö

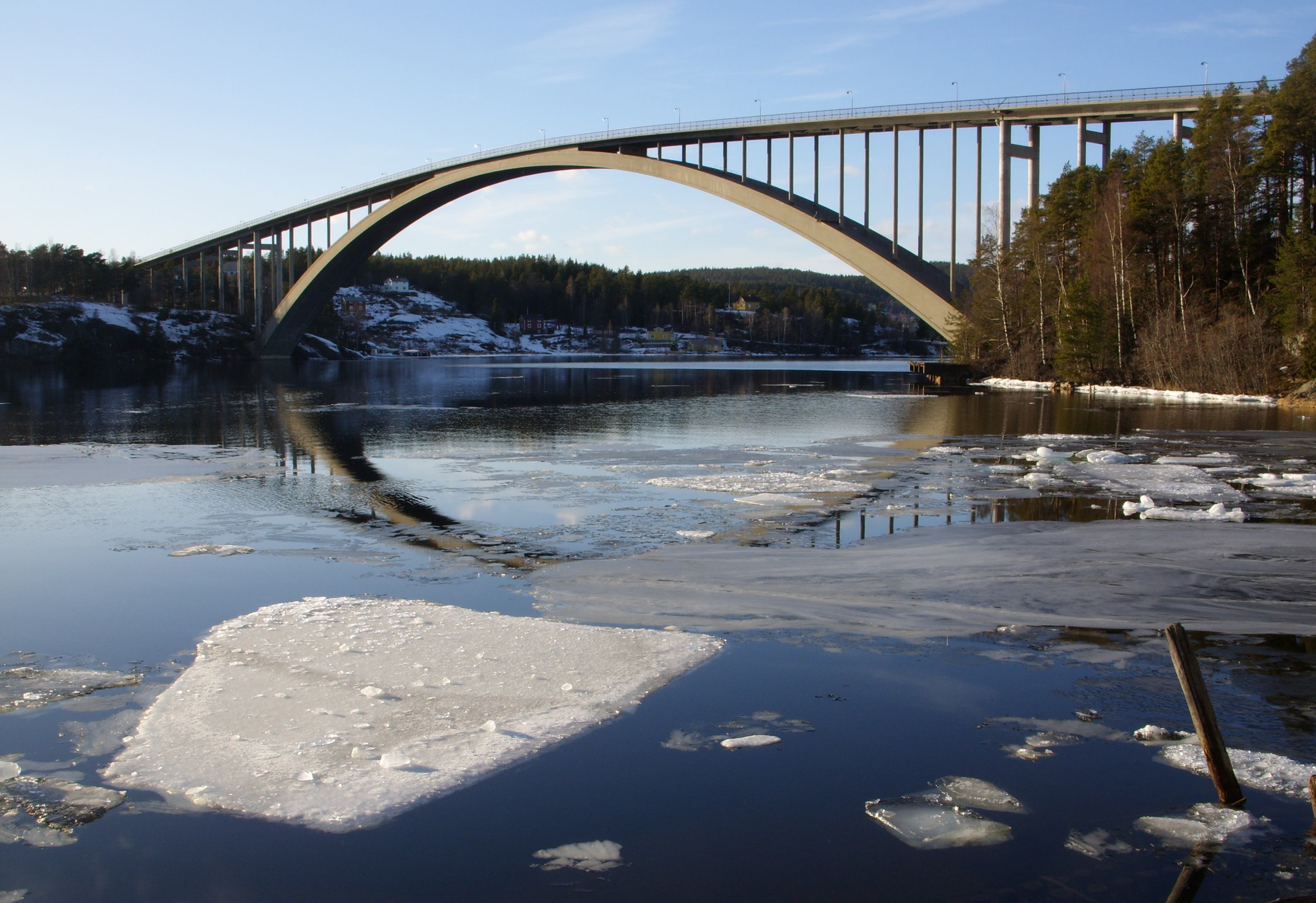
Pont de Sandö

Le pont de Sandö est un pont en arche au-dessus de la rivière Ångermanälven en Suède, dans la commune de Kramfors, Comté de Västernorrland.
Il a une longueur totale de 810 m, une portée maximum de 264 m et une hauteur de 42 m au-dessus de l'eau.
Le cintre de l'arc était dessiné sur le modèle de celui conçu par Eugène Freyssinet pour le Pont de Plougastel : il a été monté en rive puis mis en place sur caissons ballastables. Lors de sa construction, le 31 août 1939,  le pont s'est brisé et 18 ouvriers ont été tués ; mais cet accident trouva peu d'écho dans la presse, puisque la guerre éclatait 3 jours plus tard. Le pont a été ouvert à la circulation le 16 juillet 1943. Il a été remplacé en 1997 par le Pont de Höga Kusten, nouvel ouvrage prolongeant l'E4, et rouvert en 2003.